# セルビアの音楽
セルビアの音楽（セルビアのおんがく、Српска музика / Srpska muzika）では、セルビア、および同国と深いつながりのあるセルビア人の音楽について述べる。セルビアとセルビア人の伝統音楽は、より広くバルカン半島の伝統音楽の一部をなしており、かつセルビア・セルビア人に固有の特色を持ち併せている。

## 歴史
記録されたセルビア人の音楽の歴史は中世にさかのぼる。セルビアでは当時、教会音楽は指揮者のもとで合唱、もしくは独唱で歌われていた。この当時の音楽はイエス・キリストに捧げられた音楽を集めたオスモグラスニク（Osmoglasnik）より知ることができる。これらの音楽は8週間の周期で繰り返し歌われていた。この時代の作曲家には、ステファン・スルビン（Stefan Srbin）、イサイヤ・スルビン（Isaija Srbin）、ニコラ・スルビン（Nikola Srbin）などがいる。
中世のセルビアの教会音楽以外としては、民俗音楽と宮廷音楽があったが、民俗音楽についてはあまり知られていない。ネマニッチ朝（Nemanjić）の時代、王宮では音楽家は重要な役割を担っており、sviralnici、glumci、praskavniciとして知られていた。音楽活動を支えたその後のセルビアの支配者としては、ステファン・ウロシュ4世ドゥシャン、ステファン・ラザレヴィッチ（Stefan Lazarević）、ジュラジ・ブランコヴィッチ（Đurađ Branković）らがいる。
オスマン帝国統治時代には多くの楽器がもたらされ、セルビア音楽に更なる彩りを与えた。
中世の楽器にはホルン、トランペット、リュート、プサルテリー（psalteries）、ドラム、シンバルなどがあった。伝統的な民俗音楽楽器にはガイデ（Gajde）、フルート、ディプレ（Diple）、タンブリツァ（Tamburica）、グスレ（Gusle）、タパン（Tapan）、リイェリツァ（Lijerica）、ズルレ（zurle）などがある。

## クラシック音楽

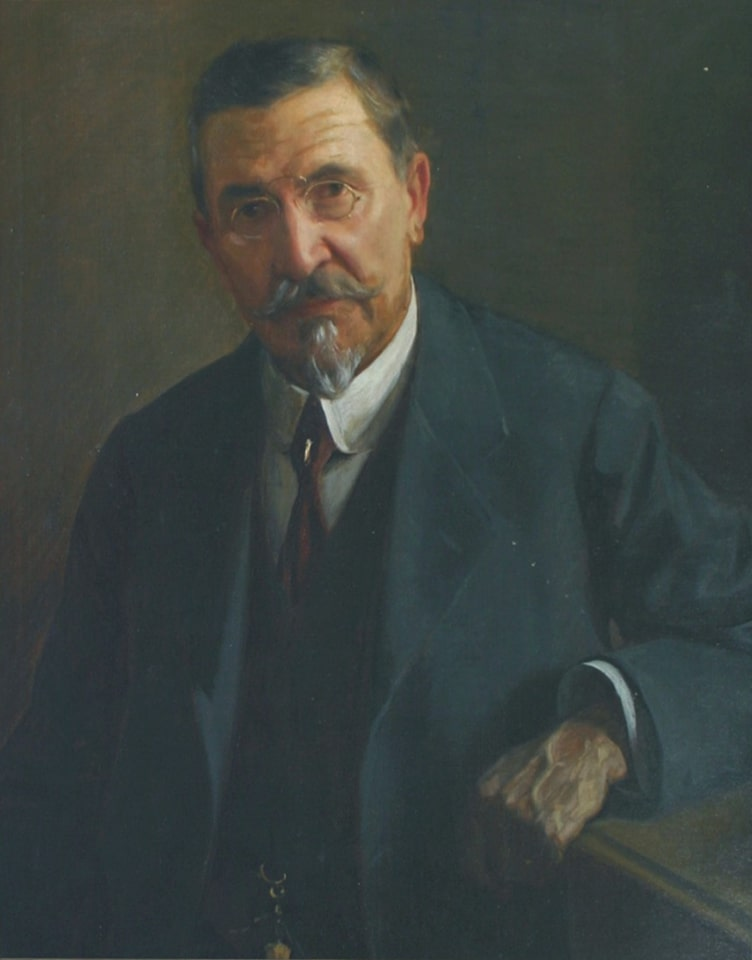
ステヴァン・モクラニャツ

ステヴァン・モクラニャツはセルビアの重要な作曲家であり、音楽学者である。モクラニャツは、現代のセルビア音楽の最も重要な創始者たちの一人とみなされている。1856年生まれのモクラニャツは音楽を教え、セルビアの民俗音楽を収集し、セルビアの音楽に関して初めて学術的な研究をした人物である。モクラニャツはまた、セルビアで初となるセルビア音楽学校の校長となり、また歌唱ソサエティ連合の創設者となった。
モクラニャツの時代に先立って、ヨシプ・シュレジンゲル（Josip Šlezinger）がセルビアに来て、王子楽隊を創設し、楽隊が演奏する民俗音楽を土台とした音楽を作曲した。ほぼ同じ頃、合唱団の結成も進んだ。合唱団では、多くがドイツ語やイタリア語で歌っていた。後に、初のセルビア語の合唱曲がコルネリイェ・スタンコヴィッチ（Kornelije Stanković、1831年-1865年）によって製作された。その他の著名なセルビアのクラシック作曲家には、ステヴァン・フリスティッチ、イシドル・バイッチ（Isidor Bajić）、スタニスラヴ・ビニチュキ（Stanislav Binički）、ヨシフ・マリンコヴィッチ（Josif Marinković）らがいる。

## 正教会聖歌・音楽
セルビアのキリスト教音楽は正教会の聖歌として発展した。正教会の聖歌は無伴奏声楽（ア・カペラ）が原則であり、セルビア正教会の聖歌もまた無伴奏声楽によって歌われる。
セルビアの正教会は伝道された当初から近現代に至るまで、かつては東ローマ帝国で発展し、現代ではギリシャ正教会などで歌われる、ビザンティン聖歌の伝統を継承してきた。歌唱・奉神礼にあたっての言語にはギリシャ語ではなくセルビア語と教会スラヴ語が用いられる。
ただし、近現代に入り、西欧音楽文化の流入によって正教会聖歌にも西欧風のポリフォニーが導入されていった。近現代に西欧ポリフォニー風の正教会聖歌を作曲した作曲家として、コルネリイェ・スタンコヴィッチ、ステヴァン・モクラニャツ、ヨシフ・マリンコヴィッチ、ステヴァン・フリスティッチなどがいる。スタンコヴィッチ、モクラニャツ、マリンコヴィッチは聖金口イオアン聖体礼儀の全曲を、モクラニャツ、フリスティッチはパニヒダの全曲を作曲するなど、近現代セルビア正教会における作曲家達による聖歌作品の数・量は少なくない。
また、奉神礼に用いられる聖歌ではないが、正教会の伝統に題材をとったオラトリオとして、フリスティッチによる『ハリストスの復活』（1912年）がある。
これらの作品群は東欧各地において宗教を弾圧した共産主義政権が崩壊して以降、演奏が活発に行われるようになっており、セルビア以外の正教国（ブルガリア、ロシアなど）で演奏される機会も少なくない。
現代のセルビア正教会では、伝統的なビザンティン聖歌と、西欧的なポリフォニーを用いた聖歌が、適宜併用されている。

## 伝統音楽

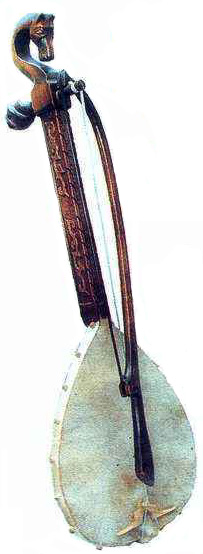
Gusle

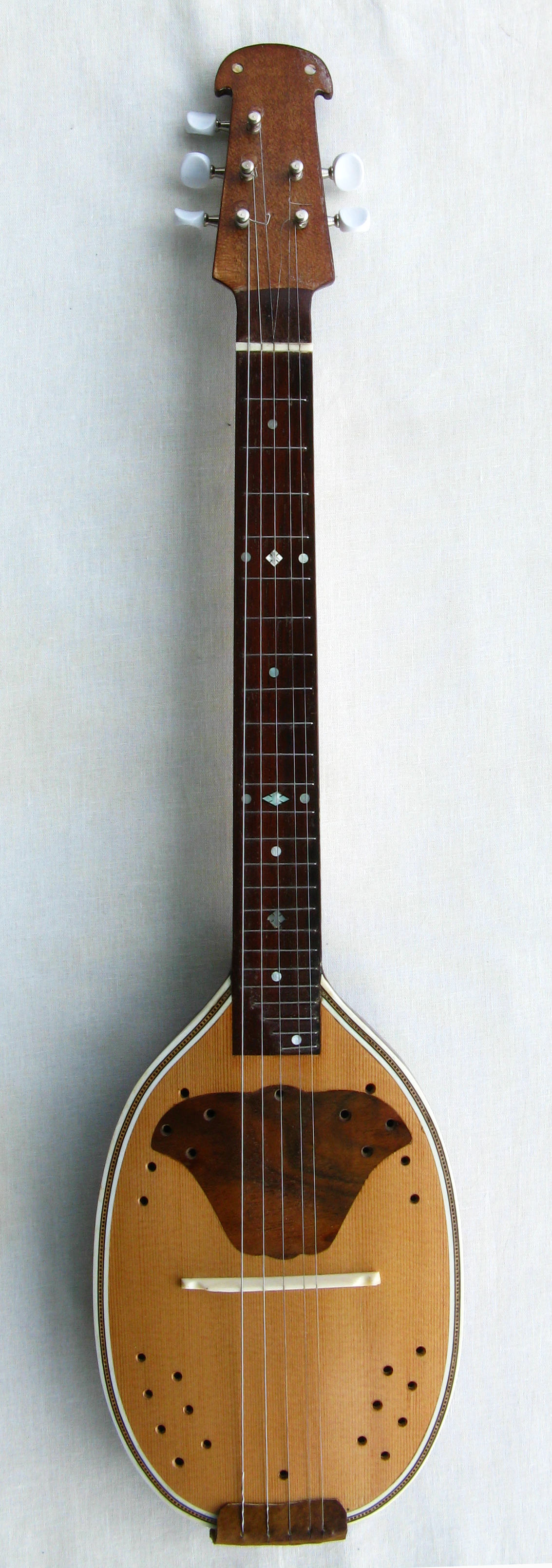
Bisernica or Prim, a small tamburica

伝統的なセルビア民俗音楽の演奏には、バグパイプ類、笛、角笛、トランペット、リュート、プサルテリー、太鼓、シンバルといった種類の楽器が用いられる。セルビア民俗音楽で使用される主な楽器には以下のようなものがある:
- フルラ（Frula）
- ガイデ（Gajde）
- ズルレ（zurle）
- ディプレ（diple）
- ドゥドゥク（Duduk）
- タンブラ（Tambura）、タンブリツァ（Tamburitza）
- グスレ（Gusle）
- カヴァル
- タパン（Tapan）
- シャルギヤ（Šargija）、ブズーキ
- タラブカ

この分野の音楽には、歌唱のある物もない物もある。歌詞はセルビアの民話やキリスト教（正教会）に関するものである。
オーストリア＝ハンガリー帝国やユーゴスラビアの時代、セルビアの伝統音楽が聴かれる頻度は落ち、商業音楽に取って代わられた。セルビアの民俗音楽は、類似した楽器や旋律を使用するブルガリアの民俗音楽やマケドニア共和国の民俗音楽とよく似ている。
セルビア民俗音楽に根ざした音楽の良く知られた例としては、ユーロビジョン・ソング・コンテスト2004でセルビア代表として歌ったジェリコ・ヨクシモヴィッチの「Lane Moje」が挙げられる。
バルカニカ（Balkanika）、バルカノポリス（Balkanopolis）、スロボダン・トルクリャ（Slobodan Trkulja）、ベロ・プラトノ（Belo Platno）、テオドゥリヤ（Teodulija）、クリン・バン（Kulin Ban）などは、セルビアの楽器や伝統を踏襲した音楽グループとして知られる。

### コソボ
コソボについて言及したセルビアの伝統音楽の楽曲は、オスマン帝国の支配下で苦しみを耐えたコソボのセルビア人を表現している。コソボのセルビア人の伝統音楽は、わずかにギリシャの影響が見られ、ステヴァン・モクラニャツの12番目の曲「花輪」（セルビア語:Руковет）は、コソボのセルビア人の音楽に着想を得たものである。

### セルビア民俗音楽
今日の商業的なセルビア民俗音楽（Novokomponovana、「新しく作られた音楽」）は地方のものも都市部のもの（スタログラズカ・ムジカ Starogradska muzika）もあり、2ビートの舞踊コロ（kolo）などがある。コロは腰より上をほとんど動かさない円舞であり、ほとんどの場合はアコーディオンで演奏されるが、フルラ（伝統的なリコーダーの一種）、タンブリツァ、ハーモニカなどが用いられるものもある。コロはおよそ5分から13分程度にわたって続く。
バナト地域のセルビア人の民俗音楽はヴラフ人（Vlach、この地方のヴラフ人とはルーマニア人）と相互に影響を受けている。

### 叙事詩
叙事詩を歌うことは、何世紀にもわたってセルビアやバルカン地域の音楽の特徴であった。モンテネグロでは、典型的にはグスレと呼ばれる1弦の楽器の演奏を伴って、長編の小説の弾き語りが行われてきた。その内容は、オスマン帝国の支配などによる彼ら自身の立場を憂うものや、コソボの戦いなどの戦いに関するものなどがある。クロアチア（主にクライナ地域）では、オーストリア＝ハンガリー帝国の支配下に置かれた当地のセルビア人の気持ちを表現したものがある。

### バルカン・ブラス・バンド
ブラス・バンドは、特にセルビア中部、南部では大変盛んである。このブラス・バンドの伝統はセルビアに固有のものであり、セルビア国家の誕生以来、戦争のときも外国の支配を受けたときも、その歴史のほとんどを共にしてきた。この音楽は1804年のカラジョルジェ蜂起の時、トランペットが初めてセルビアにもたらされたときから始まっている。カラジョルジェ蜂起は、400年に及んだオスマン帝国の支配に反抗したセルビア人のカラジョルジェ・ペトロヴィッチ（黒ジョルジェ）が率いた武装蜂起であった。この時、トランペットは兵士らを起こし、集め、戦いの合図をするための軍事用の楽器であり、また休息時間の娯楽でもあり、兵士らは有名な民俗音楽をトランペットで演奏していた。蜂起が終わり、兵士らが故郷に帰るとき、トランペットの音楽が一般市民社会にもたらされた。ちょうどその時、ロマ（ジプシー）たちもこの伝統に加わり、より複雑なリズムや旋律を加えていった。これによって、より繊細で旋律的な西部セルビアの楽隊と、より複雑で舞踏的な、ジプシーの影響を受けた南部セルビアの楽団という2つの潮流が生まれた。
良く知られたセルビア・ブラスのミュージシャンには、ファイェト・サイディッチ（Fejat Sejdić）、バキヤ・バキッチ（Bakija Bakić）ボバン・マルコヴィッチ（Boban Marković）などがいる。グチャで行われるドラガチェヴォの集いでは、毎年30万人を超える観客が世界中から集まる。

### チョチェク
チョチェクは19世紀初頭にバルカンで興った音楽とベリーダンスである。チョチェクは、当時のブルガリアやセルビア、マケドニアなどに広がったオスマン帝国の軍楽隊の音楽に由来している。直後から現地化し、民族ごとの特色ある多様なチョチェクが生まれた。セルビアのチョチェクは、より東洋的なブルガリアのキュチェク（チョチェクのブルガリア語での呼称）とは異なっている。

## ターボ・フォーク
現代のセルビアへとつながる、かつてのユーゴスラビア連邦のポピュラー音楽は、セルビア国内外で高い人気があった。その後に続くユーゴスラビア解体の混乱の時代に興り、人気を得たのがターボ・フォークであった。
新しいセルビア民俗音楽（Novokomponovana）は、土着のセルビアの民俗音楽の都市化の結果であった。その初期の頃はプロフェッショナル的に披露されるものであり、アコーディオンやクラリネットを演奏に用い、ラブソングやその他の単純な歌詞を歌った（しかしながら、王党派や民主主義、反共主義をテーマとした歌詞もまた地下で命脈を保っていた）。この分野の優れた歌手たちは、国外から持ち込まれた音楽も歌いこなした。セルビア民俗音楽の主な歌手には、シャバン・シャウリッチ（Šaban Šaulić）、トマ・ズドラヴコヴィッチ（Toma Zdravković）、シルヴァナ・アルメヌリッチ（Silvana Armenulić）、ミレ・キティッチ（Mile Kitić）などがいる。後期には、ヴェスナ・ズミヤナツ（Vesna Zmijanac）、レパ・ブレナ、ドラガナ・ミルコヴィッチ（Dragana Mirković）などの人気歌手たちは、よりポップ・ミュージックポピュラー音楽、オリエンタル音楽やその他のジャンルの音楽の影響を強く受けるようになっていった。これが、ターボ・フォークの爆発的流行の下地となった。
ユーゴスラビア紛争の危機が続いた1990年代は、ターボ・フォークの時代であった。ターボ・フォークはセルビアの伝統的な民俗音楽や商業的民俗音楽（novokomponovana）を土台にもち、ロックンロールやソウルミュージック、ハウス、UKガラージ（UK garage）などの影響を受けた音楽である。ターボ・フォークはアグレッシブな速い音楽であり、その代表的な歌手にはツェツァやイェレナ・カルレウシャなどがいる。リムトゥティトゥキ（Rimtutituki）のように、1990年代のセルビアで、音楽でスロボダン・ミロシェヴィッチに抗議したミュージシャンたちもいた。また、民族主義的な歌手としてはバヤ・マリ・クニンジャ（Baja Mali Knindža）が有名である。

## ポピュラー音楽
1970年代から1980年代にかけて、セルビアでは多くのロックバンドが活躍した。初期に活躍したユーゴスラビアのロックバンドとしては、スマク（Smak）、タイム（Time）、YUグルパ（YU grupa）、コルニ・グルパ（Korni Grupa）などがいる。ユーゴスラビア・ロックの黄金期は1980年代であり、ベオグラードを拠点とするニュー・ウェイヴ・バンドが多数活躍した。その中には、イドリ（Idoli）、シャルロ・アクロバタ（Šarlo Akrobata）、エレクトリチュニ・オルガザム（Električni orgazam）、ディスツィプリナ・キチュメ（Disciplina Kičme、エカタリナ・ヴェリカ（Ekatarina Velika）、オクトバル1864（Oktobar 1864）、パルティブレイケルス（Partibrejkers）などがあった。彼らの音楽は、都市部の若者を中心に人気を得ていた。今日、最も人気のあるメインストリームのミュージシャンとしては、リブリャ・チョルバ（Riblja čorba）、バヤガ・イ・インストルクトリ（Bajaga i Instruktori）、ヴァン・ゴグ（Van Gogh）などがあり、一方オルタナティヴ・シーンではランボー・アマデウス（Rambo Amadeus）、ダークウッド・ダブ（Darkwood Dub）などが人気が高い。
ポップ音楽の人気は、民俗音楽（ターボ・フォーク）に追いつきつつあるのが2000年代後期の現状である。1990年代に人気のあったポップ・バンドには、タプ011（Tap 011）があったが、2000年代に入るとはるかに多くのポップ・ミュージック・アーティストが人気を得るようになった。この時代にポップ・ミュージックで新たに高い人気を集めるようになったのは、ネガティヴ（Negative）、ヴラド・ゲオルギエヴ（Vlado Georgiev）、ナターシャ・ベクヴァラツ（Nataša Bekvalac）、アナ・スタニッチ（Ana Stanić）、イェレナ・トマシェヴィッチ（Jelena Tomašević）、ナイト・シフト（Night Shift）、ジェリコ・ヨクシモヴィッチらであり、それ以前から人気のあったジョルジェ・バラシェヴィッチ（Đorđe Balašević）、ズドラヴコ・チョリッチ（Zdravko Čolić）らとともに2000年代のポップ・シーンをにぎわわせている。マリヤ・シェリフォヴィッチはユーロビジョン・ソング・コンテスト2007で優勝を果たした。
主にベオグラード郊外出身のGRU、187、ベオグラズキ・シンディカト（Beogradski Sindikat）などのヒップホップ・アーティストも多く活躍する。

## ヘヴィメタル
セルビアには大きなメインストリーム・シーン同様に、大きなヘヴィメタル・シーンがある。セルビアには他の旧ユーゴスラビア各国よりも大きなヘヴィメタル・シーンがある。多くのバンドがセルビアやスラヴの民謡を彼らの音楽の中に取り込んでいる。フィンランドとともに、セルビアはヨーロッパで最大のpagan metalの流通国である。

## エレクトリック、インダストリアル
セルビアで最も人気のあるエレクトリック・バンドには、ダークウッド・ダブ（Darkwood Dub）、イニェ（inje）、ディスツィプリナ・キチュメ（Disciplina kičme）、ミスタケミスタケ（Mistakemistake）などがある。サト・ストイツィズモ（Sat Stoicizmo）やライバッハ、ボルゲシア（Borghesia）などのように、インダストリアル音楽を実験したアーティストはユーゴスラビアには数多く存在した。